# Zarząd Cywilny Ziem Wołynia i Frontu Podolskiego

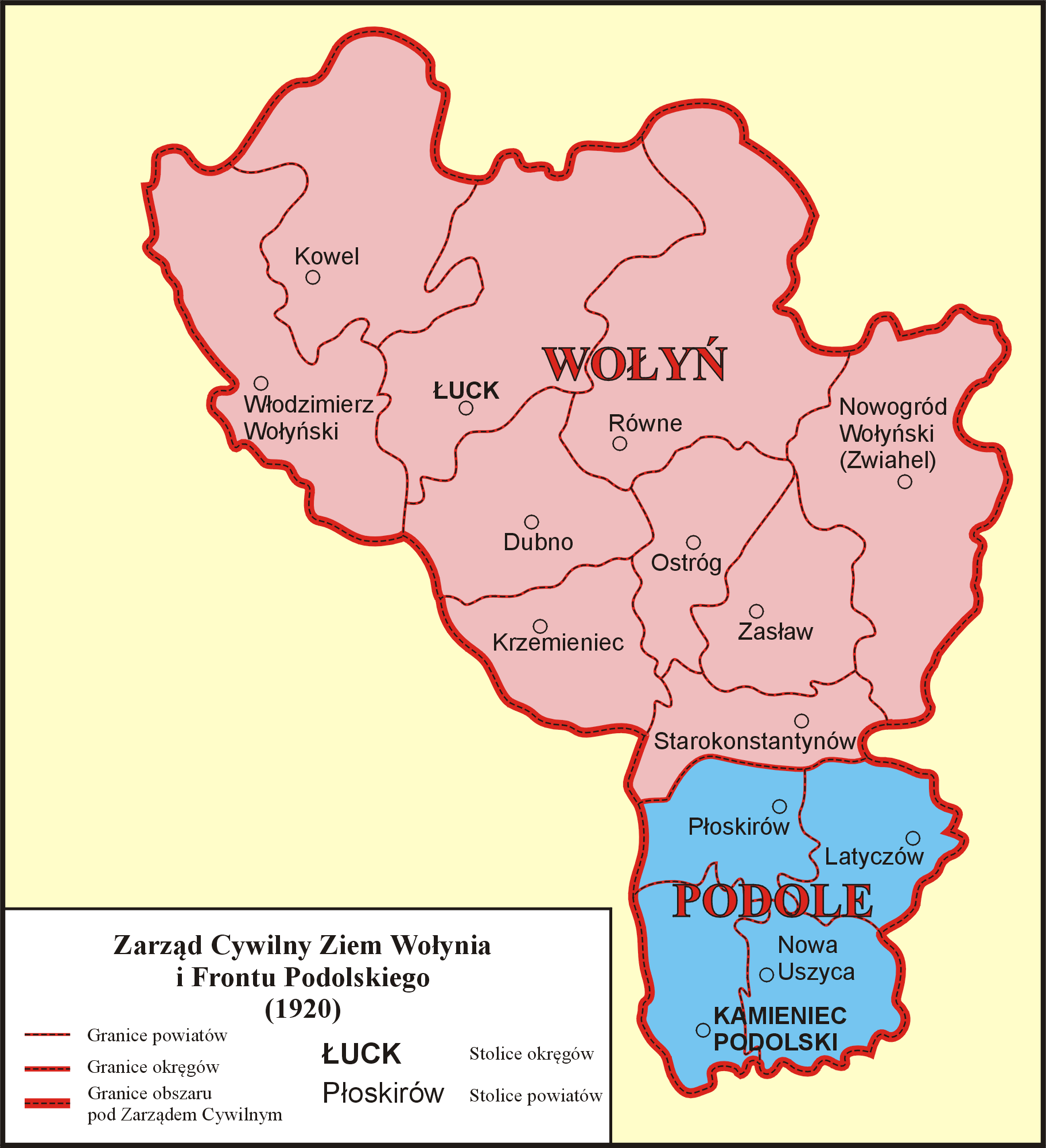
Obszar pod Zarządem Cywilnym Ziem Wołynia i Frontu Podolskiego

Zarząd Cywilny Ziem Wołynia i Frontu Podolskiego (ZCZWiFP, także Komisariat Ziem Wołynia i Frontu Podolskiego) – struktura administracji cywilnej na terenach wschodnich II RP wydzielona rozkazem Naczelnego Dowództwa z 17 stycznia 1920 z Zarządu Cywilnego Ziem Wschodnich (ZCZW).
ZCZWiFP objął dotychczasowy okręg wołyński i ziemie przyległe. Na czele ZCZWiFP stanął Naczelny Komisarz podlegający Komisarzowi Generalnemu Ziem Wschodnich. Aktem z 1 czerwca 1920 ZCZWiFP został podporządkowany Naczelnemu Wodzowi Wojsk Polskich (w przeciwieństwie do ZCZW podległego rządowi). ZCZWiFP faktycznie przestał istnieć z chwilą zajęcia tych ziem przez bolszewików latem 1920 a formalnie zlikwidowano go 9 września 1920. Komisarzem Naczelnym był Antoni Mińkiewicz.
W skład ZCZWiFP wchodziły okręgi wołyński i podolski oraz delegatury przy dowództwach frontów.
- W skład okręgu wołyńskiego weszły powiaty włodzimierski, kowelski, łucki, dubieński, rówieński, ostrogski, krzemieniecki, zwiahelski, zasławski i starokonstantynowski.
- W skład okręgu podolskiego weszły powiaty kamieniecki, płoskirowski, nowouszycki i latyczowski.

15 marca 1920 utworzono powiat sarneński z dotychczasowych gmin powiatu rówieńskiego: Wysock, Dąbrowica, Lubikowicze, Niemowicze i Wiry oraz gmin powiatu owruckiego: Kisorycze, Olewsk i Jurowo.
15 maja 1920 powiat starokonstantynowski wyłączono z okręgu wołyńskiego i przyłączono do okręgu podolskiego.
1 czerwca 1920 z ZCZWiFP wyłączono powiaty: włodzimierski, kowelski, łucki, dubieński, rówieński (w granicach z 1 sierpnia 1914 r.) wraz z częścią powiatu ostrogskiego włączoną już do powiatu rówieńskiego, oraz północno-zachodnią część powiatu krzemienieckiego i przekazano ich zarząd rządowi RP.